# Inferno bianco (film 1994)
Inferno bianco (Avalanche) è un film per la televisione del 1994 diretto da Paul Shapiro. Il film è stato girato nella Columbia britannica, in Canada.

## Trama
Brian Kemp e i suoi due figli Deidre e Max si recano in una baita nelle montagne canadesi per una vacanza. Ma, la loro vacanza viene interrotta da un trafficante di diamanti Duncan Synder che rimane seriamente ferito durante un incidente aereo, provocando una valanga di neve che intrappola la famiglia Kemp in una cabina. 